# کبوتر بزرگ (فیلم)
کبوتر بزرگ (به هندی: Bada Kabutar) و (به انگلیسی: Big Pigeon) فیلمی هندی محصول سال ۱۹۷۳ و به کارگردانی دون ورما است. در این فیلم بازیگرانی همچون آشوک کومار، دون ورما، ریحانه سلطان، لیلا میشارا، آمیتاب باچان و هلن ایفای نقش کرده‌اند.